# Taquarituba
Taquarituba é um município brasileiro do estado de São Paulo. Localiza-se na latitude 23º31'59" sul e na longitude 49º14'40" oeste. A cidade esta a uma altitude de 618 metros e sua uma área territorial é de 448,14 km². Sua população, conforme estimativa do IBGE em 2022 era de 24.350 habitantes. O município é formado somente pelo distrito sede, que inclui o bairro rural do Aleixo.

## Toponímia
"Taquarituba" é uma palavra da língua tupi cujo significado é "rio com muitas taquaras às margens", através da junção dos termos takûara ("taquara"),  'y  ("água") e tyba ("abundância").

## História
O núcleo populacional de Taquarituba começou a se formar em uma parte das terras da Fazenda Lajeado, localizada na vila de São João Batista do Rio Verde, atual município de Itaporanga. O proprietário dessas terras, Francisco Ferreira Loureiro, é considerado o fundador do município e responsável pela criação das bases para seu crescimento. Após ter construído a capela sob a invocação de São Roque, fez também, em 1886, a doação de uma gleba situada na margem esquerda do Ribeirão Lajeado, afluente do Rio Taquari. O povoado que se formou, conhecido por Formiguinhas de Taquari, apresentou relativo desenvolvimento e foi elevado a distrito do município de Itaporanga em 1º de dezembro de 1896, recebendo na ocasião o nome de São Roque de Taquari. Essa denominação foi alterada para Taquari em 20 de dezembro de 1905, assim permanecendo mesmo depois de sua elevação a município, em 24 de dezembro de 1925. O nome Taquarituba só foi adotado posteriormente, em 30 de novembro de 1944.
Todos os anos, se realiza, em Taquarituba, a procissão de Nossa Senhora dos Navegantes em louvor a São José. Nela, a estátua da santa sai em procissão de barcos no Bairro dos Costas até chegar à Ilha do Porto Taquari, onde é esperada com grande festa.
Outra tradição taquaritubense, também ligada à igreja católica, são os tapetes de serragem colorida preparados anualmente para a procissão de Corpus Christi. Moradores da cidade passam a madrugada em claro, preparando os enfeites para o festejo cristão do dia seguinte.
Em 22 de setembro de 2013, algumas partes do município sofreram danos materiais e pessoais severos pela passagem de um tornado F2 ou F3.

## Geografia
Localiza-se no sudoeste do estado de São Paulo.

### Municípios limítrofes
- Norte: Tejupá
- Sul  : Coronel Macedo e Itaí
- Leste: Itaí
- Oeste: Taguaí e Coronel Macedo

### Hidrografia
- Rio Taquari
- Represa de Jurumirim
- Ribeirão Bonito
- Ribeirão da Conceição
- Ribeirão do Barreiro
- Ribeirão do Lajeado
- Ribeirão do Muniz
- Ribeirão do Quati ou do Vaquejador
- Ribeirão dos Aleixos
- Córrego da Água Branca
- Córrego do Moinho
- Córrego dos Gonçalves

### Rodovias
- SP-249
- SP-255

## Política e administração
- Prefeito: Éder Miano Pereira (2021/2024)
- Vice-prefeito: vago por morte (José Aparecido Veiga morreu em junho de 2021[10])

## Infraestrutura

### Saúde
- Santa Casa de Misericórdia de Taquarituba
- SAMU (Serviço de Atendimento Movél de Urgência 192)

### Transportes
- Empresa Auto Ônibus Manoel Rodrigues
- Empresa Auto Ônibus Princesa do Norte
- Empresa Auto Ônibus Del Oeste

### Comunicações
O sistema de telefones automáticos foi inaugurado na cidade em 1978 pela Telecomunicações de São Paulo (TELESP), que também implantou o sistema de discagem direta à distância (DDD) em 1978 com o código de área (0147).
Na década de 90 o código DDD da cidade foi alterado para (014), para padronização do sistema telefônico com a telefonia celular que estava sendo implantada em todo o estado.

## Religião
O Cristianismo se faz presente na cidade da seguinte forma:

### Igreja Católica
- A igreja faz parte da Diocese de Itapeva.[15]

### Igrejas Evangélicas
- Assembleia de Deus Ministério do Belém.[16][17]
- Congregação Cristã no Brasil.[18]

## Galeria de fotos

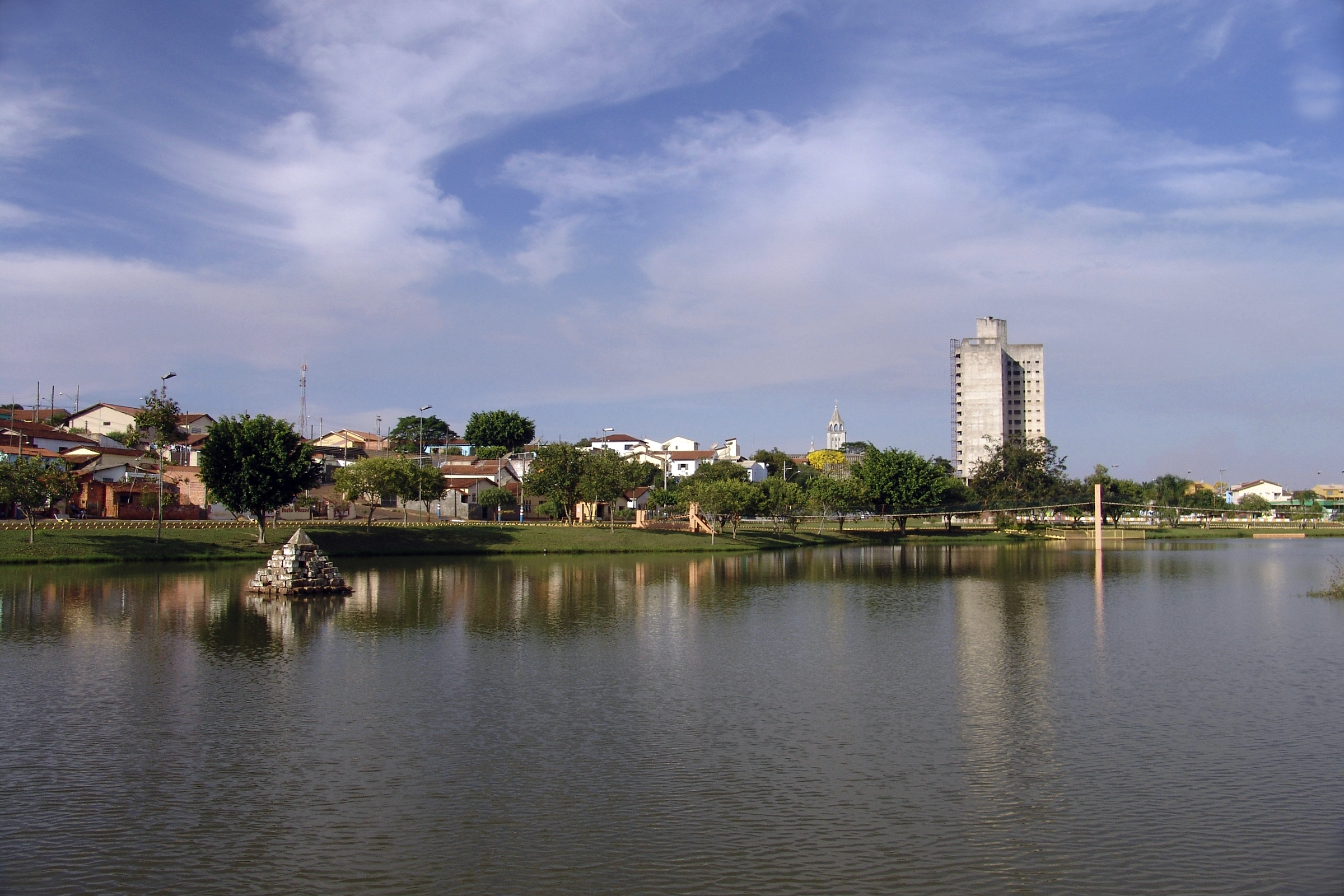
Vista no lago ornamental
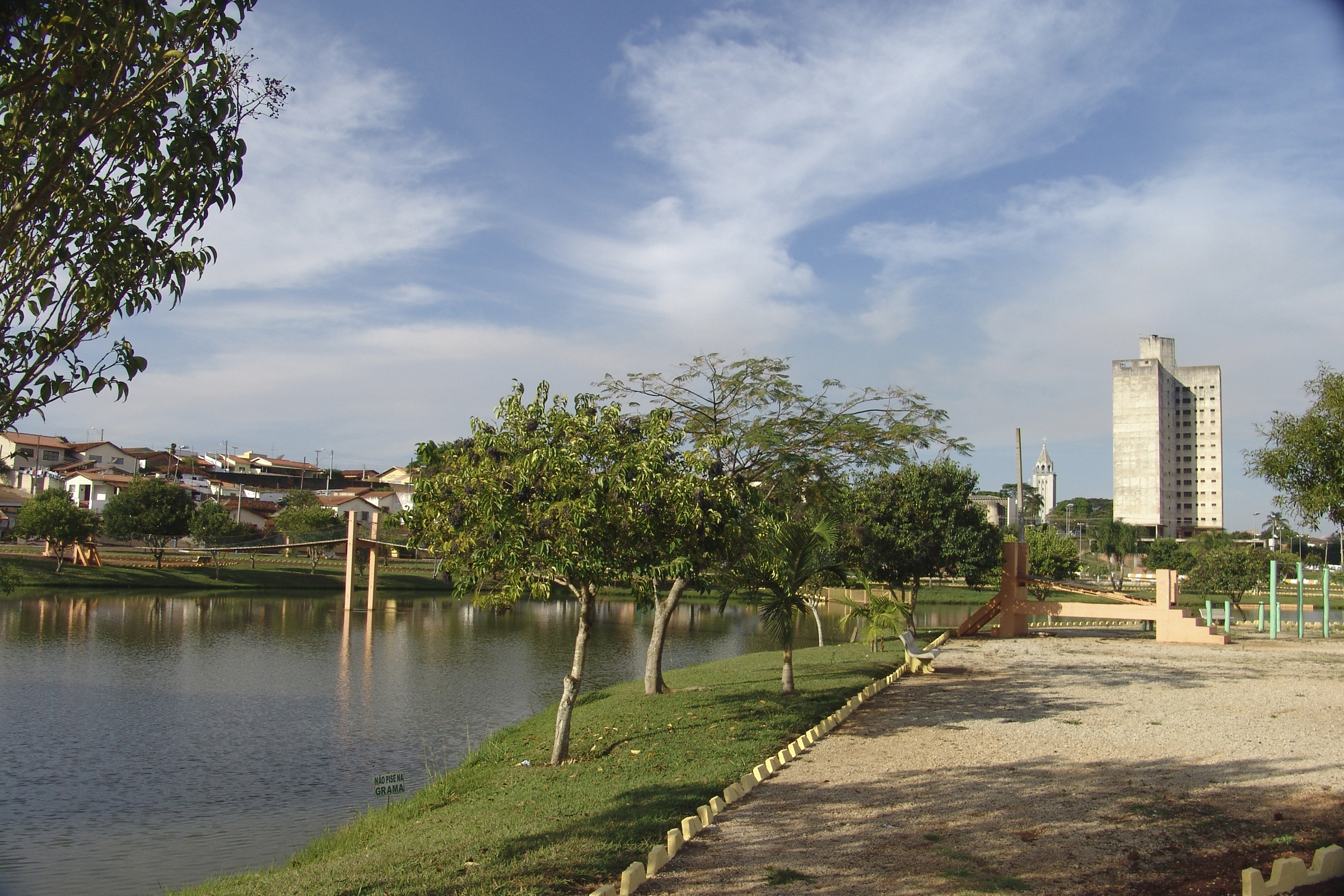
Vista no lago ornamental
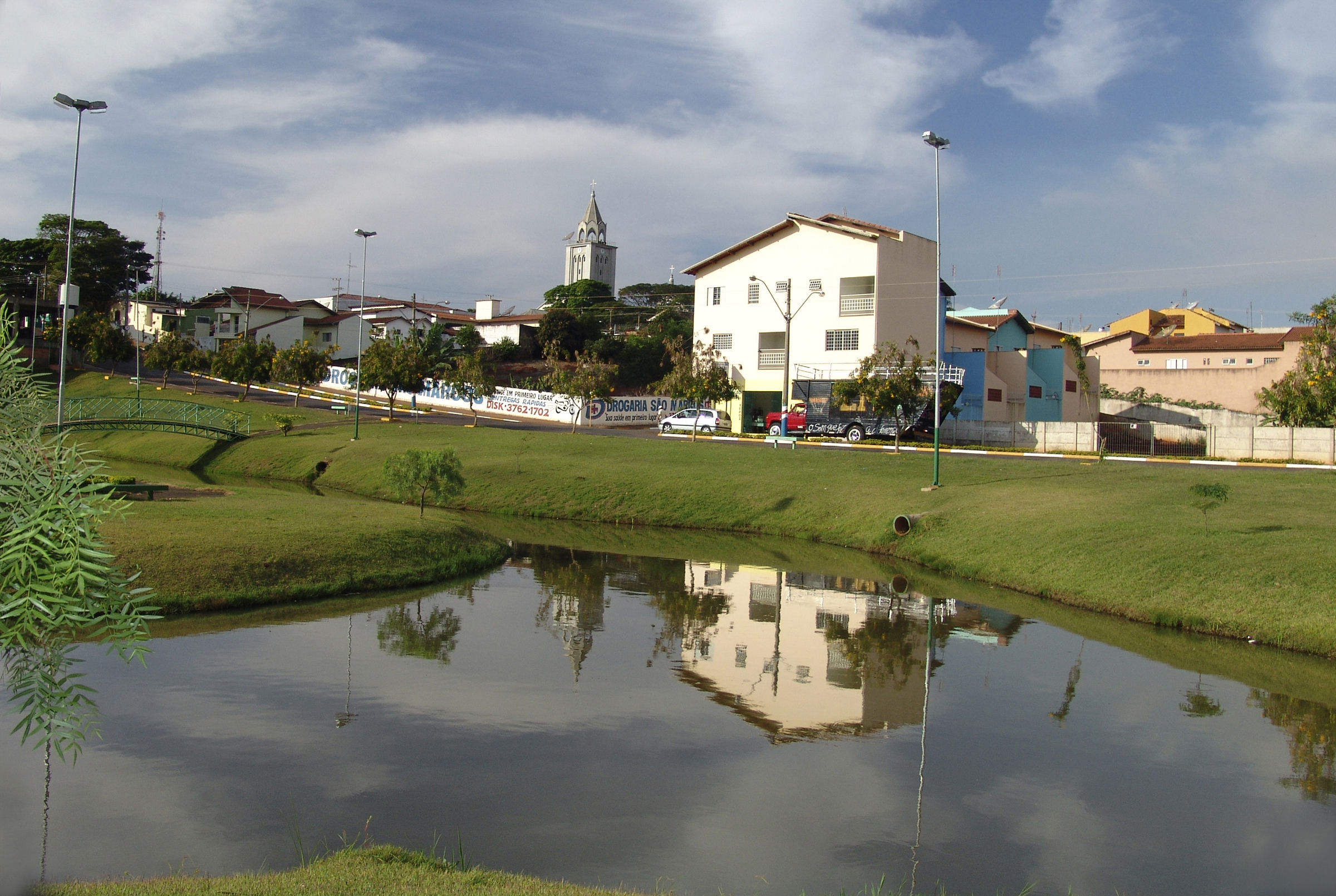
Vista
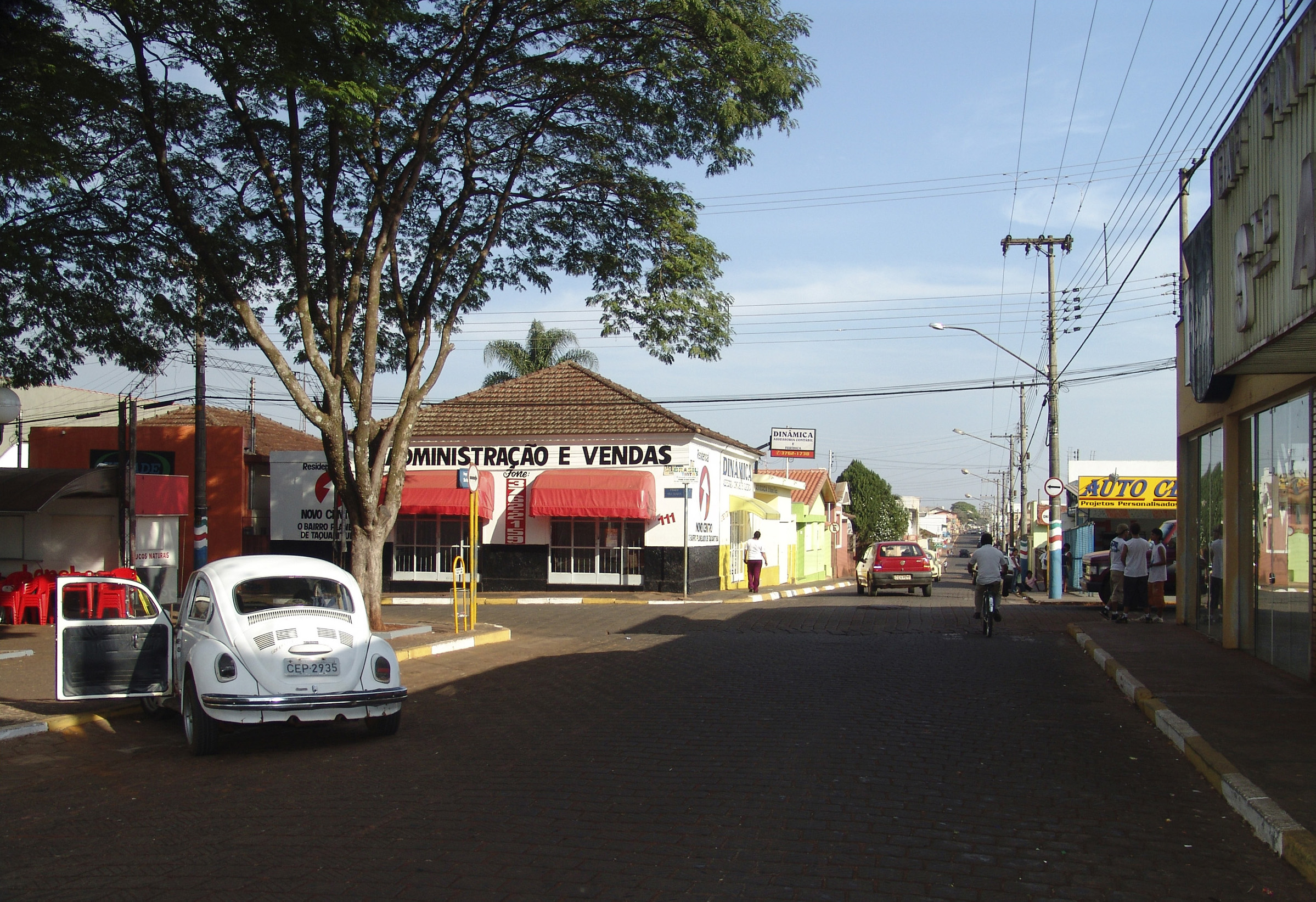
Rua central
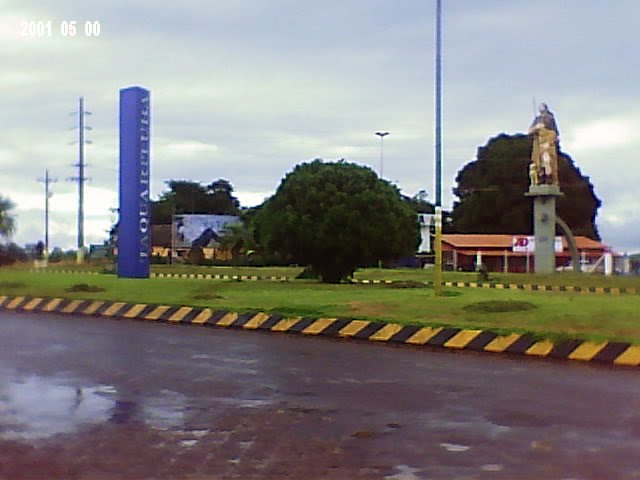
Entrada da cidade
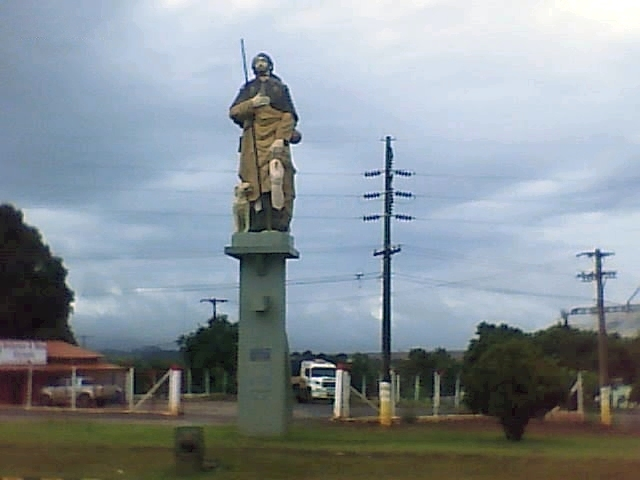